# Résolution 792 du Conseil de sécurité des Nations unies
Membres permanents
- Chine
- États-Unis
- France
- Royaume-Uni
- Russie

Membres non permanents
- Autriche
- Belgique
- Cap-Vert
- Équateur
- Hongrie
- Inde
- Japon
- Maroc
- Venezuela
- Zimbabwe

Résolution no 791 Résolution no 793
La Résolution 792 du Conseil de sécurité des Nations unies fut adoptée le 30 novembre 1992. Après avoir rappelé les résolutions 668 (de 1990), 717 (en) (de 1991), 718 (en) (de 1991), 728 (en) (de 1992), 745 (de 1992), 766 (en) (de 1992) et 783 (de 1992) et prenant note d'un rapport du Secrétaire général Boutros Boutros-Ghali, le Conseil s'est préoccupé des préparatifs des élections de 1993 au Cambodge par l'Autorité provisoire des Nations unies au Cambodge (APRONUC) tout en condamnant le refus du Parti du Kampuchéa démocratique de coopérer.
Le Conseil a décidé que les préparatifs des élections, prévues pour mai 1993, se poursuivraient dans toutes les régions du Cambodge auxquelles l'APRONUC avait pleinement et librement accès au 31 janvier 1993, et a appelé toutes les parties cambodgiennes, le FUNCINPEC, le Front de libération nationale du peuple khmer, le Parti du Kampuchéa démocratique et le Parti de l'État du Cambodge, à coopérer avec l'APRONUC et à créer un environnement politique neutre pour la conduite d'élections libres et équitables sans intimidation, harcèlement ou violence politique. Il a également appelé le Conseil national suprême à se réunir régulièrement sous la présidence du prince Norodom Sihanouk.
La résolution a ensuite condamné le Parti du Kampuchea démocratique (PDK) pour son manquement à ses obligations, exigeant qu'il le fasse en vertu des accords de Paris comme tous les autres partis. Le Conseil a précisé que le parti devait faciliter immédiatement le déploiement complet de l'APRONUC dans les zones sous son contrôle, ne pas faire obstacle à l'inscription des électeurs dans ces zones, ne pas entraver les autres partis politiques dans les régions et appliquer pleinement la phase II du cessez-le-feu, notamment en ce qui concerne le cantonnement et la démobilisation. Il a également exhorté le PDK à s'associer pleinement à la mise en œuvre des Accords de Paris, y compris les dispositions électorales, et a demandé que le Secrétaire général et les États restent ouverts au dialogue avec le PDK à cette fin. À cet égard, le Conseil a également demandé que des mesures soient prises pour que les parties qui ne coopèrent pas avec l'APRONUC ne puissent pas se fournir de produits pétroliers, annonçant qu'il envisagerait de prendre de nouvelles mesures si le PDK continuait son refus de coopérer, y compris le gel de ses actifs détenus hors du Cambodge.
Le Conseil a ensuite invité l'APRONUC à établir tous les points de contrôle frontaliers nécessaires et a demandé aux États de coopérer à la fois à l'établissement et à l'entretien des points de contrôle. Il a également soutenu une décision du Conseil national suprême de fixer un moratoire sur l'exportation de grumes du Cambodge afin de protéger les ressources naturelles du pays, appelant tous les États, en particulier les États voisins, à respecter ce moratoire et demandant au Conseil national suprême d'envisager une mesure similaire concernant l'exportation de minéraux et de pierres précieuses.
Enfin, la résolution a exhorté toutes les parties à respecter le cessez-le-feu, à prendre des mesures efficaces contre le banditisme et la contrebande d'armes et à protéger le personnel de l'APRONUC. Le Conseil a en outre demandé au Secrétaire général les implications pour le processus électoral si le PDK continuait de refuser de coopérer, et de faire un rapport au Conseil sur les développements au plus tard le 15 février 1993. Malgré l'adoption de la résolution, le PDK n'a pas coopéré et a tué 13 citoyens vietnamiens en décembre 1992, attaqué le personnel des Nations unies et rejeté le plan de paix des Nations unies.
La résolution 792 a été adoptée par 14 voix contre zéro, avec une abstention de la Chine, qui craignait qu'une élection sans le Parti du Kampuchéa démocratique (Khmer rouge) ne soit "nuisible" au processus de paix.